# Lophopterys inpana
Lophopterys inpana är en tvåhjärtbladig växtart som beskrevs av W.R. Anderson. Lophopterys inpana ingår i släktet Lophopterys och familjen Malpighiaceae. Inga underarter finns listade i Catalogue of Life.